# 호칸 뢰데

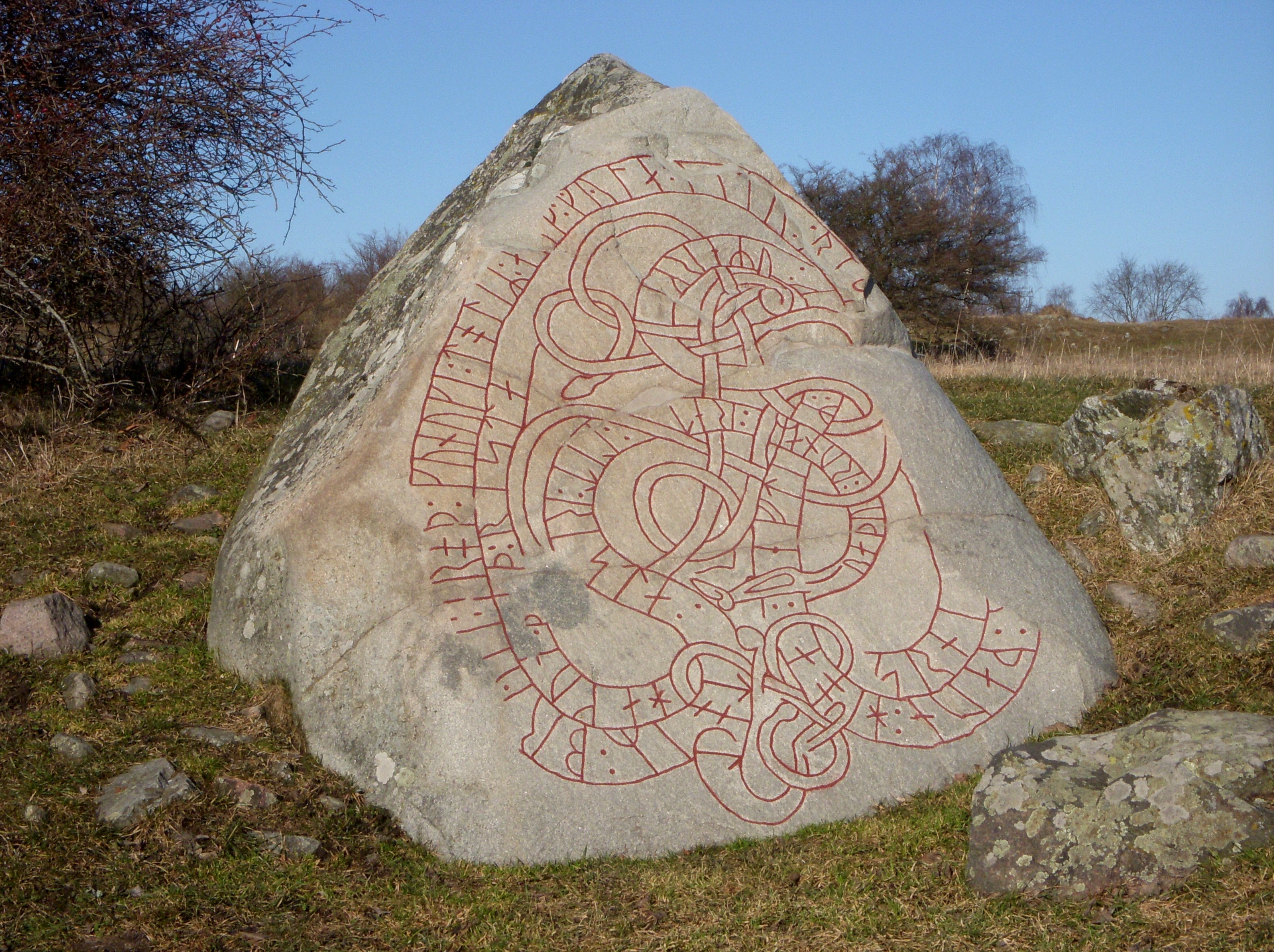
멜라렌호 아델쇠 섬(Adelsö)에 있는 우플란드(Uppland) 룬 문자 비석(U 11). 호칸 뢰데의 제안에 따라 세워진 것으로 추정된다.

호칸 뢰데 또는 붉은 호칸(스웨덴어: Håkan Röde, 생년 미상 ~ 몰년 미상)은 스웨덴의 국왕(재위: 1075년경 ~ 1079년경)이다. 스텡킬가 출신이다.

## 생애
그의 재위 기간에 있던 행적에 대해서는 거의 알려져 있지 않다. 스웨덴의 역사가인 아돌프 쉬크(Adolf Schück)의 연구 자료에 따르면 호칸 뢰데는 블로트 스벤과는 다른 별개의 국왕이었으며 호칸(Håkan) 국왕의 별칭이라고 한다.
"붉은색"이라는 별칭은 13세기 초반에 쓰여진 베스테르예틀란드(Västergötland)의 법전인 《베스티에탈라겐》(Västgötalagen)에 등장한다. 또 다른 문헌에서는 그가 베스테르예틀란드의 레베네(Levene)에서 태어났다고 한다. 아담 폰 브레멘이 쓴 문서인 《함부르크 주교들의 사적》, 아이슬란드의 사가인 《헤르보르와 헤이드레크의 사가》에서도 그의 이름이 등장한다.
| 전임 할스텐 (스웨덴의 군주) | 스웨덴의 국왕 1066년경 또는 1070년경 ~ 1075년경 | 후임 자신 (스웨덴의 군주) |

| 전임 자신 (예탈란드의 군주) 아눈드 고르스케 (스웨덴의 군주) | 스웨덴의 국왕 1075년경 ~ 1079년경 | 후임 잉에 1세, 할스텐 |